# Ciclismo nos Jogos Olímpicos de Verão de 2012 - Omnium masculino
A prova de Omnium masculino do ciclismo nos Jogos Olímpicos de Verão de 2012 foi realizada nos dias 4 e 5 de agosto no Velódromo de Londres.
Lasse Norman Hansen da Dinamarca ganhou a medalha de ouro. Bryan Coquard da França ganhou prata e Ed Clancy da Grã-Bretanha levou o bronze.

## Calendário
Horário local (UTC+1)
| Dia         | Horário | Fase                   |
| ----------- | ------- | ---------------------- |
| 4 de agosto | 10:25   | Flying Lap             |
| 4 de agosto | 17:00   | Corrida por pontos     |
| 4 de agosto | 18:25   | Corrida de eliminação  |
| 5 de agosto | 10:00   | Perseguição individual |
| 5 de agosto | 17:00   | Scratch                |
| 5 de agosto | 18:10   | Contra o relógio Final |

## Medalhistas
| Ouro   | DEN Lasse Norman Hansen |
| Prata  | FRA Bryan Coquard       |
| Bronze | GBR Ed Clancy           |

## Resultados

### Flying Lap
Os ciclistas disputam uma volta individual de 250 m contra o relógio com uma partida lançada.
| Pos. | Ciclista                | Tempo  |
| ---- | ----------------------- | ------ |
| 1    | GBR Ed Clancy           | 12.556 |
| 2    | NZL Shane Archbold      | 13.112 |
| 3    | AUS Glenn O'Shea        | 13.222 |
| 4    | DEN Lasse Norman Hansen | 13.236 |
| 5    | FRA Bryan Coquard       | 13.347 |
| 6    | ITA Elia Viviani        | 13.359 |
| 7    | CAN Zachary Bell        | 13.406 |
| 8    | COL Juan Esteban Arango | 13.469 |
| 9    | IRL Martyn Irvine       | 13.504 |
| 10   | USA Bobby Lea           | 13.559 |
| 11   | GER Roger Kluge         | 13.571 |
| 12   | KOR Cho Ho-Sung         | 13.614 |
| 13   | BEL Gijs van Hoecke     | 13.633 |
| 14   | ESP Eloy Teruel         | 13.655 |
| 15   | HKG Choi Ki Ho          | 13.659 |
| 16   | VEN Carlos Linarez      | 13.863 |
| 17   | ARG Walter Pérez        | 14.036 |
| 18   | CHI Luis Mansilla       | 14.270 |

### Corrida por pontos
Uma corrida por pontos de 30 km com pontuação nos sprints intermediários bem como no polimento das voltas.
| Pos. | Ciclista                | Voltas | Pontos |
| ---- | ----------------------- | ------ | ------ |
| 1    | GER Roger Kluge         | 3      | 79     |
| 2    | DEN Lasse Norman Hansen | 2      | 59     |
| 3    | ESP Eloy Teruel         | 2      | 55     |
| 4    | FRA Bryan Coquard       | 2      | 51     |
| 5    | ITA Elia Viviani        | 2      | 47     |
| 6    | IRL Martyn Irvine       | 2      | 47     |
| 7    | ARG Walter Pérez        | 1      | 26     |
| 8    | AUS Glenn O'Shea        | 1      | 25     |
| 9    | BEL Gijs van Hoecke     | 1      | 23     |
| 10   | KOR Cho Ho-Sung         | 1      | 20     |
| 11   | GBR Ed Clancy           | 0      | 18     |
| 12   | USA Bobby Lea           | 0      | 8      |
| 13   | CAN Zachary Bell        | 0      | 4      |
| 14   | NZL Shane Archbold      | 0      | 3      |
| 15   | HKG Choi Ki Ho          | 0      | 3      |
| 16   | VEN Carlos Linarez      | −1     | −18    |
| 17   | COL Juan Esteban Arango | −1     | −18    |
| 18   | CHI Luis Mansilla       | −2     | −40    |

### Corrida de eliminação
Uma corrida onde o último ciclista de cada spint de duas voltas na pista é eliminado.
| Pos. | Ciclista                |
| ---- | ----------------------- |
| 1    | FRA Bryan Coquard       |
| 2    | ITA Elia Viviani        |
| 3    | AUS Glenn O'Shea        |
| 4    | ARG Walter Pérez        |
| 5    | GBR Ed Clancy           |
| 6    | NZL Shane Archbold      |
| 7    | GER Roger Kluge         |
| 8    | USA Bobby Lea           |
| 9    | KOR Cho Ho-Sung         |
| 10   | CAN Zachary Bell        |
| 11   | HKG Choi Ki Ho          |
| 12   | DEN Lasse Norman Hansen |
| 13   | COL Juan Esteban Arango |
| 14   | VEN Carlos Linarez      |
| 15   | IRL Martyn Irvine       |
| 16   | CHI Luis Mansilla       |
| 17   | ESP Eloy Teruel         |
| 18   | BEL Gijs van Hoecke     |

### Perseguição individual
Uma corrida de perseguição de 4 km, com as posições baseadas no tempo final.
| Pos. | Ciclista                | Tempo    |
| ---- | ----------------------- | -------- |
| 1    | DEN Lasse Norman Hansen | 4:20.674 |
| 2    | GBR Ed Clancy           | 4:20.853 |
| 3    | AUS Glenn O'Shea        | 4:24.811 |
| 4    | COL Juan Esteban Arango | 4:25.477 |
| 5    | GER Roger Kluge         | 4:25.554 |
| 6    | NZL Shane Archbold      | 4:26.581 |
| 7    | ITA Elia Viviani        | 4:28.499 |
| 8    | CAN Zachary Bell        | 4:29.411 |
| 9    | ESP Eloy Teruel         | 4:29.874 |
| 10   | BEL Gijs van Hoecke     | 4:29.992 |
| 11   | USA Bobby Lea           | 4:30.127 |
| 12   | FRA Bryan Coquard       | 4:30.780 |
| 13   | KOR Cho Ho-Sung         | 4:32.382 |
| 14   | IRL Martyn Irvine       | 4:32.948 |
| 15   | ARG Walter Pérez        | 4:33.532 |
| 16   | VEN Carlos Linarez      | 4:36.477 |
| 17   | HKG Choi Ki Ho          | 4:38.707 |
| 18   | CHI Luis Mansilla       | 4:53.230 |

### Scratch
Uma corrida de 15 km onde todos os ciclistas largam juntos, vencendo o primeiro que cruzar a linha de chegada.
| Pos. | Ciclista                | Voltas atrás |
| ---- | ----------------------- | ------------ |
| 1    | CAN Zachary Bell        | 0            |
| 2    | ESP Eloy Teruel         | 0            |
| 3    | FRA Bryan Coquard       | 0            |
| 4    | GER Roger Kluge         | 0            |
| 5    | ITA Elia Viviani        | 0            |
| 6    | DEN Lasse Norman Hansen | 0            |
| 7    | USA Bobby Lea           | 0            |
| 8    | KOR Cho Ho-Sung         | 0            |
| 9    | IRL Martyn Irvine       | 0            |
| 10   | GBR Ed Clancy           | −1           |
| 11   | COL Juan Esteban Arango | −1           |
| 12   | ARG Walter Pérez        | −1           |
| 13   | NZL Shane Archbold      | −1           |
| 14   | AUS Glenn O'Shea        | −1           |
| 15   | BEL Gijs van Hoecke     | −1           |
| 16   | CHI Luis Mansilla       | −1           |
| 17   | HKG Choi Ki Ho          | −1           |
| 18   | VEN Carlos Linarez      | −1           |

### Contra o relógio
Uma corrida de 1 km contra o relógio onde dois ciclistas (largando de lados opostos da pista) competem entre si, valendo o tempo geral na classificação.
| Pos. | Ciclista                | Tempo    |
| ---- | ----------------------- | -------- |
| 1    | GBR Ed Clancy           | 1:00.981 |
| 2    | DEN Lasse Norman Hansen | 1:02.314 |
| 3    | AUS Glenn O'Shea        | 1:02.513 |
| 4    | FRA Bryan Coquard       | 1:03.078 |
| 5    | GER Roger Kluge         | 1:03.144 |
| 6    | NZL Shane Archbold      | 1:03.290 |
| 7    | COL Juan Esteban Arango | 1:03.793 |
| 8    | KOR Cho Ho-Sung         | 1:04.150 |
| 9    | ITA Elia Viviani        | 1:04.239 |
| 10   | CAN Zachary Bell        | 1:04.328 |
| 11   | IRL Martyn Irvine       | 1:04.558 |
| 12   | BEL Gijs van Hoecke     | 1:04.748 |
| 13   | USA Bobby Lea           | 1:04.853 |
| 14   | ESP Eloy Teruel         | 1:05.463 |
| 15   | HKG Choi Ki Ho          | 1:06.071 |
| 16   | VEN Carlos Linarez      | 1:06.773 |
| 17   | ARG Walter Pérez        | 1:07.523 |
| 18   | CHI Luis Mansilla       | 1:08.517 |

### Classificação final
| Pos.              | Ciclista                | FL | CP | CE | PI | SR | CR | Total |
| ----------------- | ----------------------- | -- | -- | -- | -- | -- | -- | ----- |
| Medalha de ouro   | DEN Lasse Norman Hansen | 4  | 2  | 12 | 1  | 6  | 2  | 27    |
| Medalha de prata  | FRA Bryan Coquard       | 5  | 4  | 1  | 12 | 3  | 4  | 29    |
| Medalha de bronze | GBR Ed Clancy           | 1  | 11 | 5  | 2  | 10 | 1  | 30    |
| 4                 | GER Roger Kluge         | 11 | 1  | 7  | 5  | 4  | 5  | 33    |
| 5                 | AUS Glenn O'Shea        | 3  | 8  | 3  | 3  | 14 | 3  | 34    |
| 6                 | ITA Elia Viviani        | 6  | 5  | 2  | 7  | 5  | 9  | 34    |
| 7                 | NZL Shane Archbold      | 2  | 15 | 6  | 6  | 13 | 6  | 48    |
| 8                 | CAN Zachary Bell        | 7  | 13 | 10 | 8  | 1  | 10 | 49    |
| 9                 | ESP Eloy Teruel         | 14 | 3  | 17 | 9  | 2  | 14 | 59    |
| 10                | COL Juan Esteban Arango | 8  | 17 | 13 | 4  | 11 | 7  | 60    |
| 11                | KOR Cho Ho-Sung         | 12 | 10 | 9  | 13 | 8  | 8  | 60    |
| 12                | USA Bobby Lea           | 10 | 12 | 8  | 11 | 7  | 13 | 61    |
| 13                | IRL Martyn Irvine       | 9  | 6  | 15 | 14 | 9  | 11 | 64    |
| 14                | ARG Walter Pérez        | 17 | 7  | 4  | 15 | 12 | 17 | 72    |
| 15                | BEL Gijs van Hoecke     | 13 | 9  | 18 | 10 | 15 | 12 | 77    |
| 16                | HKG Choi Ki Ho          | 15 | 14 | 11 | 17 | 17 | 15 | 89    |
| 17                | VEN Carlos Linarez      | 16 | 16 | 14 | 16 | 18 | 16 | 96    |
| 18                | CHI Luis Mansilla       | 18 | 18 | 16 | 18 | 16 | 18 | 104   |